# Фосомбронія крихітна
Фосомбронія крихітна (Fossombronia pusilla) — вид печіночників родини Fossombroniaceae.
Батьківщиною є Європа, Азія, Австралія, Африка, Північна Америка.